# فاسيل ستوس
فاسيل سيمينوفيتش ستوس (بالأوكرانية: Васи́ль Семе́нович Стус) (6 يناير 1938، راخينيفكا، جمهورية أوكرانيا الاشتراكية السوفياتية - 4 سبتمبر 1985، بيرم 36، كوتشينو، جمهورية روسيا الاشتراكية) كان شاعرًا أوكرانيًا ومترجمًا وناقدًا أدبيًا وصحفيًا وعضوًا نشطًا في الحركة المنشقة الأوكرانية. حظر النظام السوفيتي أعماله بسبب قناعاته السياسية وقضى 13 عامًا رهن الاعتقال، حتى وفاته في بيرم 36(1) بعد أن أعلن الإضراب عن الطعام في 4 سبتمبر 1985. في 26 نوفمبر 2005، منحه الرئيس الأوكراني فيكتور يوشينكو بعد وفاته أعلى لقب وطني: بطل أوكرانيا. يُعد ستوس أحد الشعراء الأوائل في أوكرانيا.

## حياته
ولد فاسيل ستوس في 6 يناير 1938 لعائلة فلاحية في قرية راخينيفكا، رايون حيسين، فينيتسا أوبلاست (أوكرانيا الحديثة) (مقاطعة)، جمهورية أوكرانيا الاشتراكية السوفيتية. في العام التالي، انتقل والديه سيمين ديميانوفيتش وإيرينا ياكيفنا إلى مدينة ستالينو (دونيتسك الآن). انضم أطفالهم إليهم بعد عام واحد. التقى فاسيل اللغة والشعر الأوكرانيين لأول مرة من والدته التي غنت له الأغاني الشعبية الأوكرانية.
بعد المدرسة الثانوية، التحق فاسيل ستوس بقسم التاريخ والأدب في المعهد التربوي في ستالينو (جامعة دونيتسك حاليًا). في عام 1959 تخرج من المعهد بمرتبة الشرف. بعد التخرج، عمل ستوس لفترة وجيزة مدرسًا في المدرسة الثانوية للغة الأوكرانية وآدابها في قرية تاوجنيا في كيروفوغراد أوبلاست، ثم تم تجنيده في الجيش السوفيتي لمدة عامين. أثناء دراسته في الجامعة وأثناء خدمته العسكرية في جبال الأورال، بدأ في كتابة الشعر وترجم إلى الأوكرانية أكثر من مائة قصيدة ليوهان فولفجانج فون جوته وراينر ماريا ريلكه. وفي وقت لاحق، صادرت المخابرات السوفيتية النسخ الأصلية من ترجماته وفُقدت.
بعد خدمته العسكرية، عمل ستوس كمحرر في صحيفة Sotsialistychnyi Donbas (الاشتراكي دونباس) بين 1960-1963. في عام 1963، التحق ببرنامج الدكتوراه في معهد شيفتشينكو للأدب التابع لأكاديمية العلوم الأوكرانية في كييف. في نفس الوقت نشر شعره المختار.
في عام 1965، تزوج ستوس من فالنتينا بوبليوخ. وُلد ابنه دميترو عام 1966.
في 4 سبتمبر 1965 خلال العرض الأول سيرجي باراجانوف ظلال الأجداد المنسيين في سينما أوكرانيا في كييف.
في 4 سبتمبر 1965 خلال العرض الأول لفيلم سيرغي بارايانوف «ظلال الأجداد المنسيين» في سينما أوكرينا كييف، شارك فاسيل ستوس في احتجاج ضد اعتقال الأوكرانية المثقفين. نتيجة لذلك، طُرد من المعهد في 30 سبتمبر وفقد وظيفته لاحقًا في أرشيف الدولة التاريخي. بعد ذلك، عمل في موقع بناء، ورجل إطفاء، ومهندسًا، واستمر في عمله المكثف في الشعر. في عام 1965، قدم كتابه الأول «دوامة» (Круговерть) إلى ناشر، ولكنه رُفض بسبب تناقضه مع الأيديولوجية السوفيتية والأسلوب الفني. رُفض كتابه التالي «أشجار الشتاء» (Зимові дерева) أيضًا، بغض النظر عن المراجعات الإيجابية للشاعر إيفان دراش والناقد يوجين أديلجم. في عام 1970، نُشر الكتاب في بلجيكا.
في 12 يناير 1972، ألقي القبض على ستوس بتهمة «التحريض والدعاية ضد السوفييت». وقضى حكما بالسجن خمس سنوات في معسكر عمل، وسنتين في المنفى في ماغادان أوبلاست.

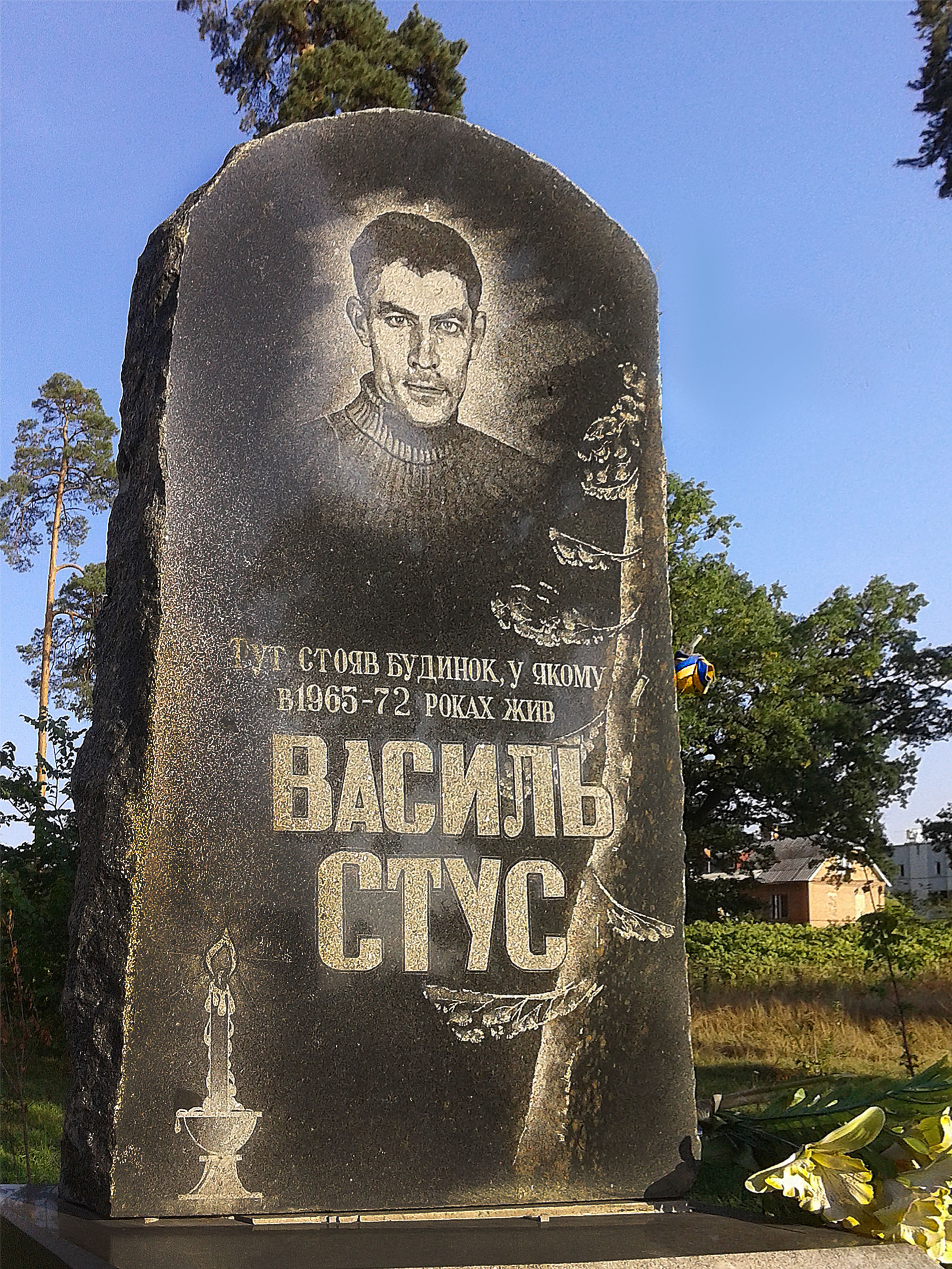
نصب تذكاري في ساحة ستوس تم وضعه في شارع Peremoga سابقًا، 119، حيث كان المنزل الذي عاش فيه ستوس من 1965 إلى 1972

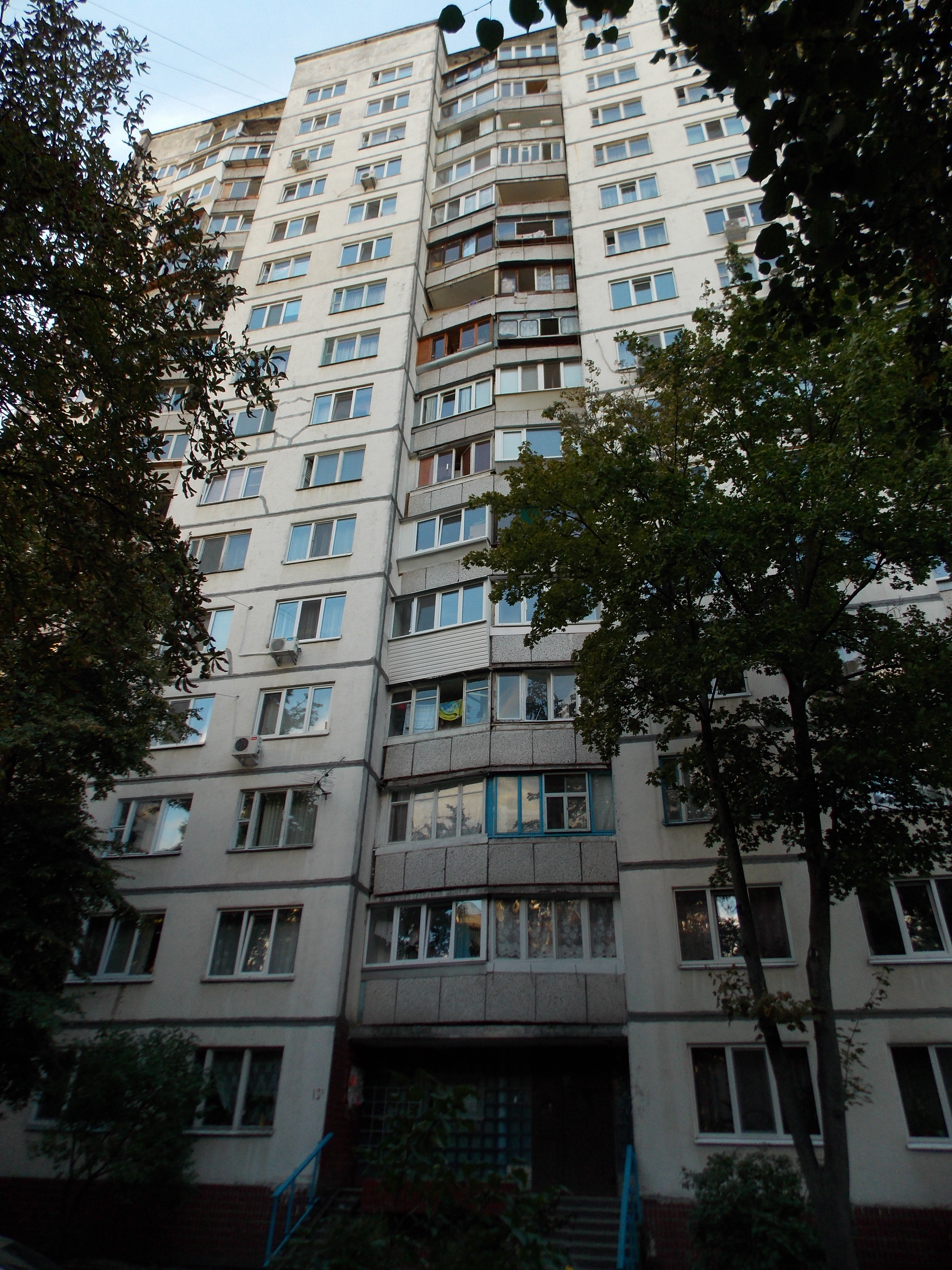
المنزل الواقع في شارع تشيرنوبيلسكا، كييف، حيث عاش ستوس في 1979-1980

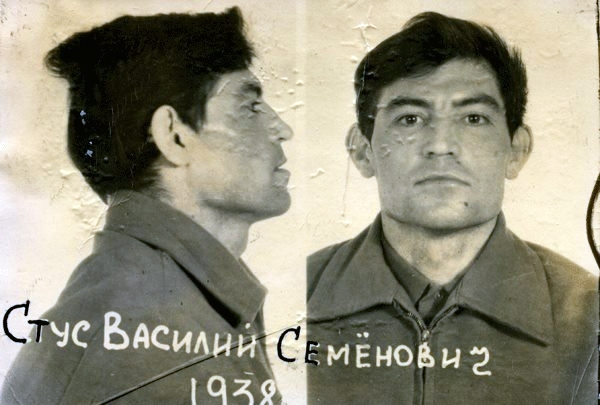
صورة ستوس التي التقطها الكي جي بي عام 1980

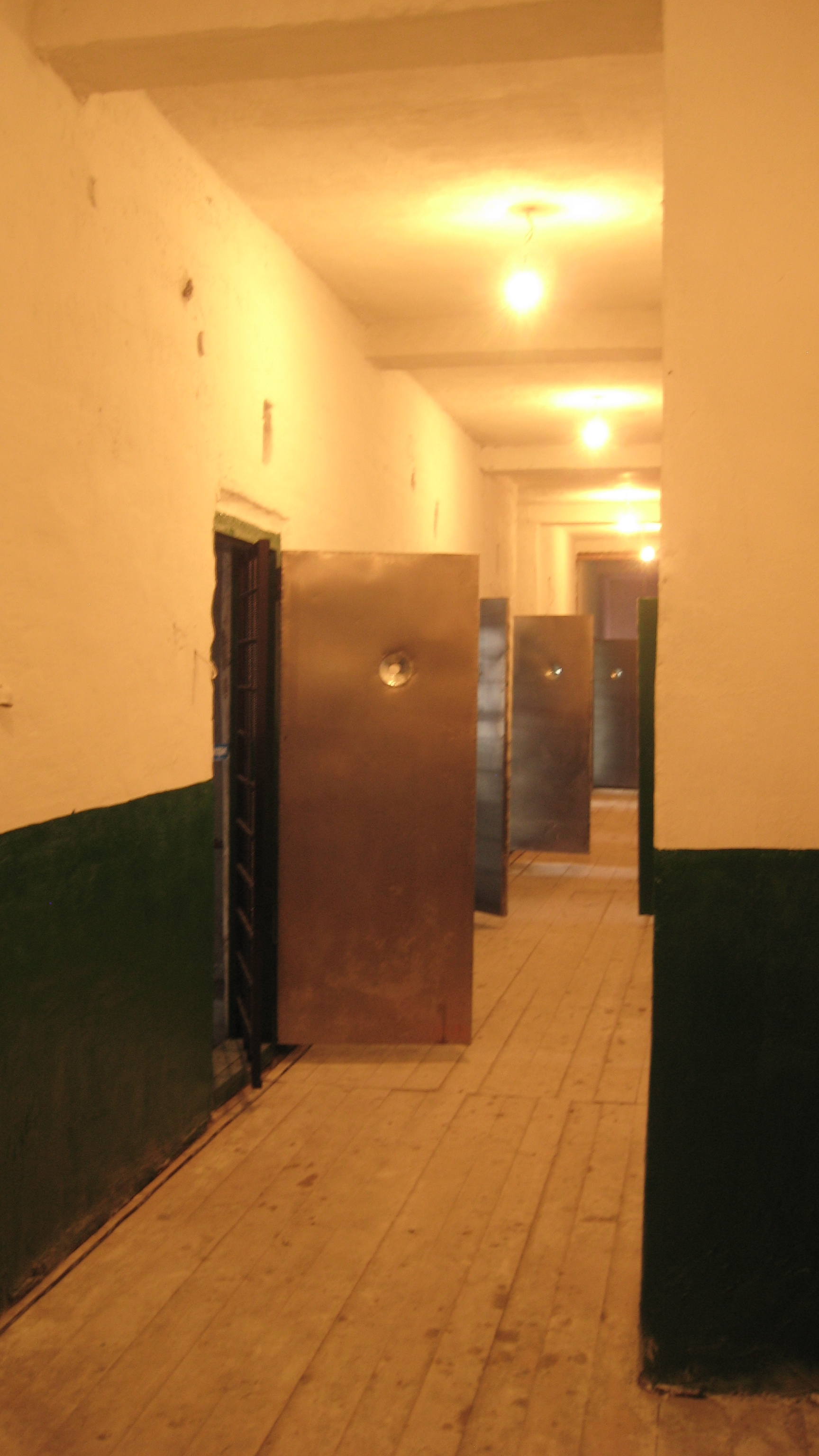
زنزانة السجن في Perm-36 حيث توفي ستوس في 4 سبتمبر 1985

في أغسطس 1979، بعد أن أنهى عقوبته، عاد إلى كييف وعمل في مسبك. تحدث دفاعًا عن أعضاء مجموعة هلسنكي الأوكرانية (UHG). انضم ستوس نفسه إلى المجموعة في أكتوبر 1979.
في 14 مايو 1980، قبل الألعاب الأولمبية لعام 1980 في موسكو، اعتقل وحُكم عليه بالسجن لمدة 10 سنوات بتهمة«نشاط مناهض للسوفييت». دافع فيكتور ميدفيدتشوك أحد المؤثرين في وقت لاحق (في السياسة الأوكرانية) على ستوس خلال هذه المحاكمة في عام 1980. في الخطاب الختامي للدفاع ذكر ميدفيدتشوك أن جميع جرائم ستوس تستحق العقاب؛ ومع ذلك، أخبر المحكمة أيضًا أن المدعى عليه أوفى بواجبه اليومي في المصنع الذي كان يعمل فيه في ذلك الوقت، على الرغم من مشاكل خطيرة في المعدة.رفضت المحكمة طلبات ستوس للحصول على محامي عام آخر. في مقابلة عام 2018 مع المنشق المستقل يفين سفيرستوك، ذكر أيضًا: «عندما التقى ستوس بمحاميه المعين، شعر على الفور أن ميدفيدتشوك كان رجلاً من نوع كومسومول العدواني، وأنه لم يحميه، ولم يرغب في فهمه وفي الحقيقة لم يكن مهتمًا بقضيته». ادعى ميدفيدشوك أنه لا يمكن أن يعمل بشكل مختلف: «شجب ستوس الحكومة السوفيتية، ولم يعتبرها شرعية. الجميع يقرر مصيرهم. اعترف ستوس أنه أثار القلاقل ضد الحكومة السوفيتية. وُجد مذنبا بموجب قوانين ذلك الوقت. عندما تغيرت القوانين، أسقطت القضية. لسوء الحظ، مات "».
توفي فاسيل ستوس بعد أن أعلن الإضراب عن الطعام في 4 سبتمبر 1985 في معسكر السخرة السوفياتي للسجناء السياسيين «بيرم 36» بالقرب من قرية كوتشينو، بيرم أوبلاست، روسيا الاتحادية الاشتراكية السوفياتية، حيث نُقل في نوفمبر 1980. ذكر دانيلو شموك أن القائد، الرائد جورافكوف، انتحر بعد وفاة ستوس. في معسكر كوتشينو، توفي ثمانية من بين 56 سجينًا ظلوا هناك بين عامي 1980 و 1987، من بينهم أربعة أعضاء من مجموعة هلسنكي الأوكرانية.
في أغسطس 1990، ألغت المحكمة العليا للاتحاد السوفيتي حكم ستوس وأغلقت القضية بسبب نقص الأدلة.

## ميراث

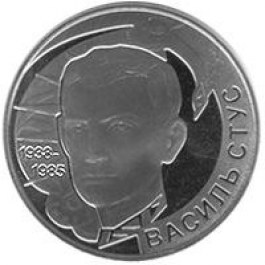
عملة تذكارية صادرة عن البنك الوطني الأوكراني تكريما لستوس.

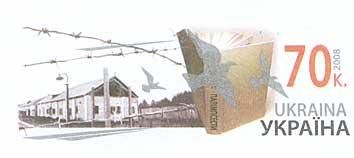
طابع تذكاري "الذكرى السبعون لميلاد فاسيل ستوس".

في عام 1985، رشحت لجنة دولية من العلماء والكتاب والشعراء ستوس لجائزة نوبل في الأدب عام 1986، لكنه توفي قبل أن يتحقق الترشيح.
في 19 تشرين الثاني / نوفمبر 1989، أعيد رفات فاسيل ستوس وأليكسا تيكي ويوري ليتفين إلى كييف وأعيد دفنها في مقبرة بايكوف في حفل حضره أكثر من 30 ألف شخص.
في يناير 1989، مُنحت أول جوائز فاسيل ستوس غير الحكومية «للموهبة والشجاعة». تم إنشاء هذه الجائزة من قبل الرابطة الأوكرانية للذكاء الإبداعي المستقل، وتُمنح كل عام في تاريخ ميلاد الشاعر في لفيف. في عام 1993، مُنح ستوس بعد وفاته جائزة الدولة تاراس شيفتشينكو للأدب.
في 8 يناير 2008، أصدر البنك الوطني الأوكراني عملة تذكارية مخصصة لفاسيل ستوس وفي 25 يناير 2008 أصدر أوكربوشتا طابعًا تذكاريًا في ذاكرته.
في ديسمبر 2008، أرسلت مجموعة من الطلاب الحاليين والسابقين من جامعة دونيتسك الوطنية نداءً إلى وزير التعليم، إيفان فاكارتشوك، يطلبون تسمية الجامعة على اسم أحد خريجيها، فاسيل ستوس. ودعم الوزير المبادرة وتوجه إلى مدير الجامعة بطلب لمناقشة الموضوع بين أعضاء هيئة التدريس والمجلس الأكاديمي. في 17 فبراير 2009، صوت 62 من أصل 63 عضوًا في المجلس الأكاديمي للجامعة ضد إعادة تسمية الجامعة إلى فاسيل ستوس أو فولودومير ديجتياريوف، 63 صوتوا لعدم تغيير اسم المعهد. في 13 فبراير 2009، صوت ممثلو طلاب الجامعة بنفس الطريقة. غُير اسم جامعة دونيتسك الوطنية، التي نُقلت إلى فينيتسا بسبب الحرب في دونباس، إلى اسم ستوس في 10 يونيو 2016. وكانت الموافقة على الاسم الجديد بأغلبية 75 صوتًا من 105 من أعضاء المجلس الأكاديمي للجامعة.
بعد أن استولى عليها المتمردون الموالون لروسيا خلال الحرب في دونباس، أزال مبنى الجامعة في دونيتسك اللوحة التذكارية لستوس في عام 2015.
يحظى ستوس بتقدير كبير بين المثقفين في أوكرانيا.
سُميت عشرات الشوارع في جميع أنحاء أوكرانيا تكريما لفاسيل ستوس.
تمت مناقشة المحاكمة الثانية لفاسيل ستوس في برنامج راشيل مادو في مايو 2017.
19 أكتوبر 2020، منعت المحكمة توزيع كتاب عن ستوس بسبب ذكر ميدفيدشوك.

## الجوائز
- جائزة أنتونوفيتش (1982)

## الهوامش
- 1: كان معسكر السخرة السوفياتي للسجناء السياسيين، وبعد ذلك صار متحف تاريخ القمع السياسي.

## روابط خارجية
- Vasys Ovsienko. وفاة فاسيل ستوس في زركالو نيديلي، سبتمبر 7–13, 2002. متاح بالروسية و الأكرانية[وصلة مكسورة].
- Vasyl Stus -- A Life Remembered
- مجموعة مختارة من قصائد فاسيل ستوس نسخة محفوظة 18 ديسمبر 2005 على موقع واي باك مشين. (بالأوكرانية)
- Vasyl Stus Biography (بالأوكرانية)
- The GULAG Museus at Perm-36 نسخة محفوظة 28 يناير 2007 على موقع واي باك مشين. (معسكر عمل خاص للسجناء السياسيين حيث تم الإبقاء على فاسيل ستوس)
- Вахтанг Кіпіані, Стус і Нобель. Демістифікація міфу, أوكراينسكا برافدا، يوليو 22, 2006 (بالأوكرانية)
- Vasyl Stus Facebook Pro Vasyl Stus activist site (بالأوكرانية والإنجليزية)
- الأغاني الفنية الأوكرانية على شعر فاسيل ستوس